# A mentőcsapat
A mentőcsapat (eredeti cím: The Rescuers) 1977-ben bemutatott amerikai rajzfilm, amely Margery Sharp könyve alapján készült. A 23. Disney-film rendezői Wolfgang Reitherman, John Lounsbery és Art Stevens. Az animációs játékfilm producere Wolfgang Reitherman. A forgatókönyvet Ken Anderson, Ted Berman, Larry Clemmons, Vance Gerry, David Michener, Dick Sebast és Frank Thomas írta, a zenéjét Artie Butler szerezte. A mozifilm a Walt Disney Productions gyártásában készült, a Buena Vista Distribution forgalmazásában jelent meg. Műfaja kalandos filmvígjáték.
Amerikában 1977. június 22-én mutatták be a mozikban, Magyarországon 2001-ben adták ki VHS-en. A magyar változatot 2007-ben DVD-n is kiadták.

## Cselekmény
|  | Alább a cselekmény részletei következnek! |

Egy Penny nevű kislányt valamikor elrabolt a gonosz Miss Medúza egy New York-i árvaházból és egy mocsárban félig elsüllyedt lapátkerekes gőzhajón tartja fogva. Medúza arra kényszeríti a kislányt, hogy egy rég meghalt kalóz barlangjába leereszkedjen és onnan drágaköveket hozzon fel neki. Már sok ilyen értékes kő a birtokába került és a kislány nem akar többet lemenni a sötét lyukba, amit időről-időre elönt a tengervíz, ezért az ott tartózkodás életveszélyes. Medúza azonban az „Ördög szeme” nevű gyémántot akarja, amit a kislány sehol sem talál. Az emberi bűnüldözők nem bukkantak a lány nyomára, de Penny üvegpalackba rejtett segélykérése eljut a nemzetközi egér segélyszervezethez, aminek székhelye az ENSZ épületében van. Két rettenthetetlen egér – Bernard és Miss Bianca – felkerekedik, és egy öreg macska, Rufusz tippjeit követve a kislányhoz vezető nyomra bukkannak: Medúza zálogüzletéhez. A rettenetes nő is éppen a helyszínre indul. A két egér titokban vele együtt indul el, de kiesnek a gyorsan haladó autóból. Egy albatrosz hátán repülve jutnak el a helyszínre. A kislányt nem egyszerű megmenteni, mert két idomított aligátor őrzi, amik már többször visszahozták a kislányt, amikor el akart menekülni. Amikor Medúza újból a gyémánt keresésére kényszeríti a kislányt, a két egér is vele megy, és észreveszik, hogy az egy koponya belsejébe van beszorulva. Nehezen, de kiszedik a gyémántot, majd a víz majdnem elsodorja őket. Medúza megkaparintja a követ, de nem engedi el a kislányt a macijával együtt, pedig megígérte neki.
A két egér és a kislány tervet készítenek: a két aligátort a hajó elromlott liftjébe csalják és ott bezárják őket, majd a Medúza által használt vízi robogóval elmenekülnek. Segítségükre van néhány apró állat, amik a mocsár szélén élnek és a két egér találkozott velük, amikor a sirályról leszálltak.
Mivel Medúza éppen a maciba rejtette a gyémántot, Penny a macival együtt magával viszi New Yorkba, ahol a gyémánt egy múzeumba kerül. Nemsokára két felnőtt jelentkezik, és örökbe fogadják a kislányt.
|  | Itt a vége a cselekmény részletezésének! |

## Szereplők
| Szereplő       | Eredeti hang                  | Magyar hang                    | Leírás |
| -------------- | ----------------------------- | ------------------------------ | --- |
| Bernard        | Bob Newhart                   | Mikó István                    | A Mentősegély társaság egérgondnoka, egy amerikai egér, kissé babonás, aki Miss Biancával tart.                            |
| Miss Bianca    | Gábor Éva Robie Lester (ének) | Kiss Mari Udvarias Anna (ének) | A Mentősegély társaság tagja, egy elbűvölő magyar egér hölgy, aki társügynökké választja az egérgondnokot, Bernardot.      |
| Penny          | Michelle Stacy                | Szabó Luca                     | Egy 8 éves kislány, aki a játékmackóját hordja, és beszél az egerekkel, Bernarddal és Miss Biankával, és a többi állattal. |
| Madame Medúza  | Geraldine Page                | Borbás Gabi                    | Egy gonosz örült nőszemély, aki kényszeríti Pennyt, hogy hozza fel az "Ördög szeme" nevű gyémántot.                        |
| Szimat         | Joe Flynn                     | Szacsvay László                | Madame Medúza felbérelt ügyefogyott társa.                                                                                 |
| Ellie Mae      | Jeanette Nolan                | Némedi Mari                    | Egy nősténycickány Ördögmocsárból, Luke felesége, aki értesíti a szomszédokat a mentőakcióban.                             |
| Luke           | Pat Buttram                   | Galkó Balázs                   | Egy cickány Ördögmocsárból, Ellie Mae férje, aki a pálinkájától erőt kap.                                                  |
| Rufus          | John McIntire                 | Makay Sándor                   | Egy öreg macska, aki a Morningside-i árvaházban lakik, elmeséli Bernardnak és Biancának, mi történt Pennyvel.              |
| Orville        | Jim Jordan                    | Tardy Balázs                   | Egy albatrosz, Wilbur ikertestvére az első filmről, aki elviszi Bernardot és Miss Biancát Ördögmocsárba.                   |
| Elnök úr       | Bernard Fox                   | Versényi László                | A Mentősegély társaság egérelnöke.                                                                                         |
| Teknős         | Larry Clemmons                | Vizy György                    | Luke és Ellie Mae teknős szomszédja a sétabottal.                                                                          |
| Nyúl           | George Lindsey                | Verebély Iván                  | Luke és Ellie Mae nyúl szomszédja a horgászbottal.                                                                         |
| Vakond         | Dub Taylor                    | Elek Ferenc                    | Luke és Ellie Mae vakond szomszédja.                                                                                       |
| Bagoly         | John Fiedler                  | Beregi Péter                   | Luke és Ellie Mae bagoly szomszédja.                                                                                       |
| TV-bemondó     | Bill McMillian                | Kapácsy Miklós                 | A híradó csoport tagja, aki a múzeumba került "Ördög szeme" nevű gyémántról és Penny örökbefogadásáról közvetített.        |
| Énekhang       | Shelby Flint                  | Pápai Erika                    | A dalbetétek előadója. |
| Fürge szárny   | Jimmy MacDonald               | saját hangjukon                | A leggyorsabb szitakötő Ördögmocsárban.                                                                                    |
| Brutus és Nero | Candy Candido                 | saját hangjukon                | Az aligátorok, akiket Madame Medúza porontyként nevel.                                                                     |

## Betétdalok
| Magyar                   | Magyar                                    | Angol                            | Angol                                |
| Dal                      | Előadó                                    | Dal                              | Előadó                               |
| ------------------------ | ----------------------------------------- | -------------------------------- | ------------------------------------ |
| Úgy várlak, jöjj, segíts | Pápai Erika                               | The Journey                      | Shelby Flint                         |
| Mentősegély társaság     | Versényi László Mikó István Udvarias Anna | Rescue Aid Society               | Bernard Fox Bob Newhart Robie Lester |
| Reménység                | Pápai Erika                               | Tomorrow is Another Day          | Shelby Flint                         |
| Csak bízz                | Pápai Erika                               | Someone's Waiting For You        | Shelby Flint                         |
| Reménység (finálé)       | Pápai Erika                               | Tomorrow is Another Day (finale) | Shelby Flint                         |